# Masabumi Kikuchi
Masabumi Kikuchi (Jap. 菊地 雅章 Kikuchi Masabumi, Tokio, 19 oktober 1939 – Manhasset, 6 juli 2015) was een Japanse jazzpianist en toetsenist. Hij kenmerkte zich door zijn zuinigheid en zeer traag spel, dat toch omvangrijk was.

## Biografie
Kikuchi begon op zesjarige leeftijd met pianospelen. Hij studeerde muziek aan de Tokyo Art College High School en vormde daarna zijn eigen trio. Al snel toerde hij door Japan met Lionel Hampton. In 1963 nam hij op met Charlie Mariano en Toshiko Akiyoshi (East West). In de daaropvolgende jaren werkte hij intensief samen met Sadao Watanabe en Charlie Mariano. In 1967 trad hij op met het Japanse Swing All Stars. In 1968 richtte hij een kwintet op met Terumasa Hino, dat ze samen leidden. Zijn eerste album kreeg in Japan zeer positieve recensies. Hij vergezelde Sonny Rollins ook tijdens zijn tournee door Japan. Van 1968 tot 1969 studeerde hij aan het Berklee College of Music en keerde daarna terug naar Japan. Hij richtte zijn eigen sextet op (Matrix, 1970). Gary Peacock haalde hem naar zijn productie Eastward (1970). Hij was ook betrokken bij twee albums van Masahiko Togashi. In 1972 begeleidde hij de zanger Johnny Hartman bij opnamen in Japan. In 1974 verhuisde hij naar New York, waar hij zijn eigen albums maakte met Reggie Lucas, Steve Grossman, James Mtume, Dave Liebman  en Al Foster. In 1978 was hij betrokken bij een album van Miles Davis, dat nooit werd uitgebracht. Rond deze tijd werd hij lid van The Monday Night Orchestra van Gil Evans en werkte hij als keyboardspeler op elektronische instrumenten. Hij maakte verschillende albums met Gil Evans tot 1988. In de jaren 1980 nam hij ook synthesizeralbums op voor Japanse labels. In 1989 en 1990 produceerde hij zijn album Dreamachine, geproduceerd door Bill Laswell.
Met Paul Motian en Gary Peacock werkte Kikuchi sinds 1991 in de formatie Tethered Moon, waarmee hij in 1999 een album opnam met interpretaties van chansons van Édith Piaf. Deze band heeft nog vijf cd's gemaakt, waaronder met muziek van Kurt Weill. Halverwege de jaren 1990 werd het kwintet nieuw leven ingeblazen met Terumasa Hino, met wie hij in 1995 nog twee albums opnam (de laatste bracht hij met hem uit in 2007 bij Sony als kwartet).
In 1996 begeleidde hij de zangeres Helen Merrill, in 1997 werkte hij in de formatie Trio 2000 van Paul Motian.
Hij is het ook aan zijn vriend Paul Motian verschuldigd dat hij op 70-jarige leeftijd met het album Sunrise (2011) een afscheid vond voor zijn eigen vrije compositie en weg van de interpretatie van de werken van anderen.

## Overlijden
Masabumi Kikuchi overleed in juli 2015 op 75-jarige leeftijd.

## Discografie

### Alsleader
| Jaar van opname | Titel                           | Label                            | Opmerkingen |
| --------------- | ------------------------------- | -------------------------------- | --- |
| 1969            | Matrix                          | JVC Kenwood Victor Entertainment | Met Tetsuro Fushimi (trompet), Hideyuki Kikuchi (altsax), Akio Nishimura (tenorsax), Hironori Takiya (bas), Takahiro Suzuki (drums) als Victor Modern Jazz Sextet |
| 1970            | Re-confirmation                 | Philips Records                  | Met Kosuke Mine (altsaxofoon), Yoshio Ikeda (bas, elektrische bas), Hiroshi Murakami (drums), Keiji Kishida (drums) |
| 1970            | Poo-Sun                         | Philips                          | Met Kosuke Mine (sopraansax, altsax), Hideo Ichikawa (elektrische piano, orgel), Yoshio Ikeda (bas), Motohiko Hino (drums), Hiroshi Murakami (drums), Keiji Kishida (percussie) |
| 1971            | Masabumi Kikuchi In Concert     | Philips                          | With Kosuke Mine (sopraansaxofoon, percussie), Yoshio Ikeda (bas), Hiroshi Murakami (drums), Keiji Kishida (drums) |
| 1972            | Masabumi Kikuchi with Gil Evans | Philips                          | Met Gil Evans (dirigent, piano), Billy Harper (tennersax, fluit, gong), Marvin Peterson (trompet, bugel), Kohsuke Mine (altsax, sopraansax), Shigeo Suzuki (altsax, fluit), Kiyoshige Matsubara (Franse hoorn), Nao Yamamoto (Franse hoorn), Shozo Nakagawa (piccolofluit, altfluit, basfluit), Takashi Asahi (piccolofluit, altfluit, basfluit), Yukio Etoh (piccolofluit, altfluit, basfluit), Kunitoshi Shinohara (trompet, bugel), Takehisa Suzuki (trompet, bugel), Hiroshi Munekiyo (tuba), Kikuzo Tado (tuba), Tadataka Nakazawa (bastuba), Michiko Takahashi (marimba, vibrafoon), Masayuki Takayanagi (elektrische gitaar), Sadanori Nakamure (elektrische gitaar), Yoshio Suzuki (bas), Isao Etoh (elektrische bas), Masahiko Togashi (drums), Yoshiyuki Nakamura (drums), Kohichi Yamaguchi (timpani), Hideo Miyata (percussie) |
| 1974            | East Wind                       | East Wind Records                | Met Terumasa Hino (trompet), Kosuke Mine (tenorsax), Juini Booth (bas), Eric Gravatt (drums) |
| 1978            | But Not for Me                  | Flying Disk                      | Met Gary Peacock (bas, percussie), Al Foster (drums, percussie), Badal Roy (tabla), Alyrio Lima (percussie), Azzedin Weston (percussie) |
| 1980–81         | Susto                           | Sony                             | Met Terumasa Hino (kornet), Steve Grossman (sopraansax, tenorsax), Dave Liebman (sopraansax, tenorsax, fluit), Richie Morales en Victor 'Yahya' Jones (drums), Hassan Jenkins (bas), James Mason, Butch Campbell, Marlon Graves, Barry Finnerty en Billy Paterson (gitaar), Alyrio Lima, Aiyb Dieng en Airto Moreira (percussie), Sam Morrison (sopraansax), Ed Walsh (synth programmering) |
| 1980–81         | One-Way Traveller               | CBS/Sony                         | Met Terumasa Hino (kornet), Steve Grossman (sopraansax, tenorsax), Richie Morales en Victor 'Yahya' Jones (drums), Hassan Jenkins (bas), James Mason, Butch Campbell, Marlon Graves, Gass Farkon, Billy Paterson en Ronald Drayton (gitaar), Alyrio Lima, Aiyb Dieng en Airto Moreira (percussie), Sam Morrison (sopraansax) |
| 1982-86?        | Earth (地, Chi)                 | Geronimo                         | "Six Elements (六大, Rokudai)" series. Solo synthesizer. |
| 1982-86?        | Water (水, Sui)                 | Geronimo                         | "Six Elements (六大, Rokudai)" series. Solo synthesizer. |
| 1982-86?        | Fire (火, Ka)                   | Geronimo                         | "Six Elements (六大, Rokudai)" series. Solo synthesizer. |
| 1982-86?        | Wind (風, Fuu)                  | Geronimo                         | "Six Elements (六大, Rokudai)" series. Solo synthesizer. |
| 1982-86?        | Air (空, Kuu)                   | Geronimo                         | "Six Elements (六大, Rokudai)" series. Solo synthesizer. |
| 1982-86?        | Mind (識, Shiki)                | Geronimo                         | "Six Elements (六大, Rokudai)" series. Solo synthesizer. |
| 1986-89         | Aurora                          | transheart, fontec               | Solo synthesizer. vier variaties van het nummer Aurora in het vorige album Water (水, Sui). |
| 1989            | Attached (未練, Miren)          | transheart                       | Solo piano |
| 1989–90         | Dreamachine                     | transheart, Pioneer              | Met Bernie Worrell (synthesizer), Bootsy Collins (space-bas), Bill Laswell (bas), Nicky Skopelitis (gitaar), Aiyb Dieng (percussie) |
| 1992-93         | Feel You                        | Paddle Wheel                     | Trio, met James Genus (bas), Victor Jones (drums) |
| 1994            | After Hours                     | Verve Records                    | Solo piano |
| 1994            | After Hours 2                   | PJL                              | Solo piano |
| 1996            | Raw Material #1                 | Alfa                             | Met Toshiyuki Goto, DJ Katsuya en DJ Hiro (mixing), Mike Barry (gitaar), Scott Wozniak (keyboard), Aiyb Dieng (percussie), Papa Jube, Veronica White, Bongo Gaston and Jean Baaptiste (zang), David Dyson (bas), William "Space Man" Paterson (gitaar), Darryl Foster (tenorsax) |
| 1997-98         | Melancholy Gil                  | Verve                            | Solo piano |
| 2009            | Sunrise                         | ECM Records                      | Trio, met Thomas Morgan (bas), Paul Motian (drums) |
| 2012            | Black Orpheus                   | ECM Records                      | Solo piano; in concert |

### Als co-leader
- 1970: Gary Peacock, Hiroshi Murakami, Masabumi Kikuchi - Eastward (CBS/Sony, 1970)
- 1970, 1971, 1994: Hozan Yamamoto + Masabumi Kikuchi – Ginkai (Philips Records [Japan] opgenomen in 1970 met Gary Peacock en Hiroshi Murakami
- 1971: Masabumi Kikuchi, Masahiko Togashi, Gary Peacock – Poesy : The Man Who Keeps Washing His Hands (Philips [Japan])
- 1971: Gary Peacock, Hiroshi Murakami, Masahiko Togashi, Masabumi Kikuchi – Voices (Sony)
- 1973: Elvin Jones / Masabumi Kikuchi – Hollow Out (Philips [Japan])
- 1991: Masahiko Togashi + Masabumi Kikuchi – Concerto (Ninety-One)
- 1993: Terumasa Hino, Masahiko Togashi, Masabumi Kikuchi – Triple Helix (Enja Records)
- 2000: Masabumi Kikuchi & Takeshi Shibuya (渋谷毅) – Tandem (Verve Records)
- 2008, 2015: Masabumi Kikuchi, Ben Street, Thomas Morgan, Kresten Osgood, Kikuchi/Street/Morgan/Osgood (Ilk music)

Als Kochi 
Ensemble met Al Foster, Anthony Jackson, Dave Liebman, James Mtume, Reggie Lucas, Steve Grossman en Terumasa Hino)
- 1976, 1978: Wishes= ウィッシズ (East Wind Records, Inner City)

Als AAOBB (All Night All right Off White Boogie Band)
(with Conrad Adderley, Victor Jones, Aïyb Dieng, Kosuke Mine, Kelvyn Bell, Tomas Doncker, William "spaceman" Patterson)
- 1990: AAOBB (Tokuma Japan)

Als Tethered Moon 
Trio met Paul Motian en Gary Peacock)
- 1990-1991, 1997: First Meeting (Winter & Winter Records)
- 1992, 1993: Tethered Moon (King/Paddle Wheel, Evidence Records)
- 1992: Triangle (King/Paddle Wheel)
- 1997: Plays Jimi Hendrix+ (JASRAC/Polydor)
- 1995, 2005: Tethered Moon Play Kurt Weill (JMT Records heruitgegeven bij Winter & Winter)
- 1999: Chansons d'Édith Piaf (Winter & Winter)
- 2004: Experiencing Tosca (Winter & Winter)

Als Slash Trio 
Trio met Masaaki Kikuchi en Tatsuya Yoshida)
- 2001: Slash 1° (PJL)
- 2002: Slash 2° (PJL)
- 2002: Slash 3°: Live At Motion Blue Yokohama Vol.1 (PJL)
- 2003: Slash 4°: Live at Motion Blue Yokohama Vol.2 (PJL)

### Soundtrackalbum
- Hairpin Circus / A Short Story For Image: Original Soundtrack (Bridge, 2006) – Movie 1972

### Alssideman
Met Pee Wee Ellis
- 1993: Blues Mission (Gramavision Records)

Met Gil Evans
- 1979: Gil Evans Live at the Royal Festival Hall London 1978 (RCA)
- 1980: Live at the Public Theater (New York 1980) vol.1 (Trio)
- 1981: The Rest of Gil Evans at the Royal Festival Hall 1978 (Mole Jazz)
- 1981: Live at the Public Theater (New York 1980) vol.2 (Trio)

Met Joe Henderson
- 1971: Joe Henderson and Kikuchi, Hino in Concert (Fontana Records)

Met Terumasa Hino
- 1968, 1969: Hino=Kikuchi Quintet (Columbia/Takt Jazz Series)
- 1995: Acoustic Boogie (Blue Note Records)
- 1995, 1996: Moment: Alive at Blue Note Tokyo (EMI/Somethin' Else)

Met Helen Merrill
- 1998: You and the Night and the Music (Verve Records)

Met Paul Motian
- 1997: Trio 2000 + One (Winter & Winter)
- 2006: Live at the Village Vanguard (Winter & Winter)
- 2006: Live at the Village Vanguard Vol. II (Winter & Winter)
- 2006: Live at the Village Vanguard Vol. III (Winter & Winter)

Met Mal Waldron
- 1971: Mal: Live 4 to 1 (Philips)